# 蒲種
蒲种，是位於馬來西亞雪蘭莪州八打灵县梳邦再也的一個市鎮，大部分区域隶属于梳邦再也市政厅，南部地区则属于雪邦市议会和瓜拉冷岳市议会。

## 历史

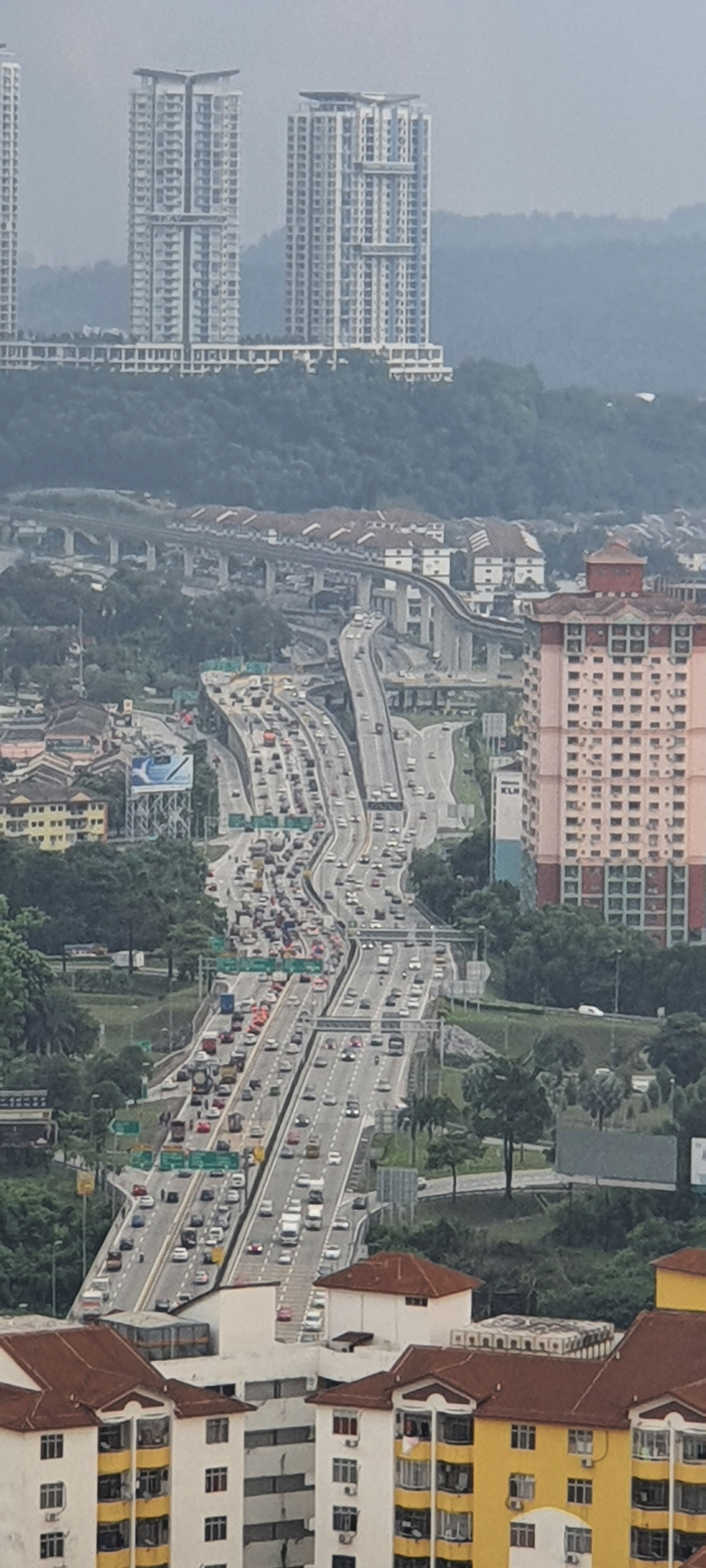
LDP 和KESAS 在蒲種再也（蒲種山莊）的交匯處

此区的第一个人类定居处是由原住民社区构成的乡村，并且名为『甘榜普拉斯』（Kampung Pulas）。1900年鹭科鸟类经常成为原住民的主食。据信该镇是由苏门答腊和爪哇的移民带动发展的。起初，当地村民的工作为渔业、橡胶业和矿工业等。由于锡矿业蓬勃发展，使得大量来自中国華南和巴基斯坦移民涌入这里，當時大部份居民都是從事開採錫礦、割膠和務農。
蒲種8英哩、14英哩和16英哩是蒲種最早開埠的地區之一，開埠至今已有超過百年歷史，目前仍保留開埠的簡樸面貌，與附近發展中的地區形成強烈對比。
而在1948年时，英殖民政府因受到马来亚共产党的威胁而将當地華民搬迁至一个新的定居点，即为『蒲种14哩新村』。除了華人新村外，當地也設有馬來甘榜、印度村、一個移殖村和2個原住民村。
早期蒲種的主要經濟產業是割胶业和锡矿，来往的路径只有一条小路。在70至80年代期間，蒲種的錫礦場曾發生多次意外，釀成多人死亡，如1976年12月14日下午3時30分蒲種路7英哩一座錫礦場（今金鑾花園第一區一帶）發生大土崩，造成9人死亡。時任马来西亚副首相马哈迪·莫哈末及吉隆坡市長雅谷在總警長曼梳陪同下，於夜間親往礦場視察。1981年3月24日约下午5時位於蒲種路8英哩半一座礦場（現為蒲種金鑾花園第五區）發生土崩，約有9間木屋被衝入礦底，遭活埋者多達19人，包括2名小童、6名木屋居民及11名礦工。1984年8月8日下午5時20分蒲種路12英哩一座礦場的鐵船突然翻覆，造成7人慘死，成為馬來西亞礦業史上鐵船悲劇的第一宗。
在90年代初期，蒲種居民人數大約只有3萬多人，主要分佈在蒲種8英哩、百祥花園、蒲種路花園、武吉古仔花園、蒲種12英哩、蒲種14英哩、蒲種16英哩。但蒲種多個地區的屋業發展在90年代至2000年期間蓬勃發展，包括金鑾花園（Tmn. Kinrara）、蒲種山莊（Puchong Jaya）、蒲種市中心（Pusat Bandar Puchong）、蒲種公主城（Bandar Puteri）陸續建成，同时联邦政府将行政部门由吉隆坡迁移至布城，以及吉隆坡國際機場的啟用，也让位于两个城市之间的蒲种新村发展成一个新兴城镇。尤其是1999年1月25日開始通車的白蒲大道，令蒲種區的屋業猶如浴火鳳凰般重生，大量來自吉隆坡及其他州屬的遊子選擇到蒲種就業及置產，以致這裡的人口趨向年輕化，接著莎亞南大道（KESAS）、新巴生河流域大道（NKVE）、隆布大道（MEX）、南巴生河流域大道（SKVE）、白沙羅—蒲種大道（LDP）等也能銜接至蒲種後，使她迅速發展成為雪蘭莪南部其中一個重要城鎮。於2016的人口普查中，蒲種的人口已增至40萬，是雪蘭莪境內人口最多的區域之一。
1993年12月20日，經過2小時的大雨導致洪水沖斷蒲種11英哩一條通往友誼石廠的路段，形成一個深達100呎，寬200呎的深谷，造成蒲種來往加影與八打靈再也之間的交通都被中斷，居民只能從沙登和梳邦再也繞道而行，並在1994年12月4日以軍用橋暫代通車後，才解決相關問題。
於1993年8月、1994年7月、1995年11月、1996年3月，蒲種13英哩的甘榜斯里阿曼廢礦湖因出現一條20呎長的“巨鱷”而一舉成名，因此被當地居民稱為“鱷魚潭”。據說湖內的6條鱷魚是在當時巴生河泛濫時，游進廢礦湖裡，鱷魚也令該區名聲大噪，每日引來大批媒體和市民“賞鱷”和採訪。雪蘭莪州政府在當時也計劃把廢礦湖闢為鱷魚場，為蒲種增設旅遊景點，但是1997年3月24日及23日的一場豪雨引發湖水漲至湖岸，把鱷魚沖上岸，雪蘭莪州野生動物局生擒一隻重達1千250公斤，身長5.6公尺，約60歲無牙的“老巨鱷”，並將之送到馬六甲動物園。該鱷魚是馬來西亞捕獲最大的鱷魚，在1997年6月17日老死，身體被製成標本在馬六甲博物院展示。
2005年4月14日，於白蒲大道第22.2公里處，鄰近蒲種市中心旁的大道路肩發生路陷，範圍達至150呎，導致大道被關閉。

## 地理

### 地形
蒲種佔地44.61平方公里，其中30%為廢礦地，80年代礦業沒落後，約有20個礦場積水成湖，如今大部份廢礦湖已填土建屋，僅剩幾個廢礦湖至今尚未發展。

### 行政区划
蒲种的范围呈厂型，从金銮延伸至富吉镇（Bukit Puchong）。狭义来说，蒲种由梳邦再也市议会和雪邦市议会管辖；广义来说，蒲种由四个地方政府管辖：
- 蒲种5哩至7哩的路段由吉隆坡市政局管辖，基本上已经成为新住宅区。
- 金銮（Kinrara）至16哩的路段由位于八打灵县的梳邦再也市政厅管辖。
- 富吉镇新城（Bukit Puchong 2）、十六岭（16 Sierra）、浮罗美兰蒂（Pulau Meranti）、努沙布特拉（Bandar Nusaputra）、布特拉柏兰岭花园（Taman Putra Perdana）和雪邦黄金花园（Taman Mas Sepang）由雪邦县雪邦市议会管辖。[3]
- 剩余靠近太子园（Bandar Saujana Putra）的区域如Taman Dagang Mas、Koi Prima和布特拉工业花园（Putra Industrial Park）等属于瓜冷县瓜冷市议会管辖。[4]

蒲种市中心是蒲种的市中心，大部分区域位于八打灵县梳邦再也辖区内。

### 森林保护区
蒲种艾依淡森林保护区（Hutan Simpan Ayer Hitam，HSAH）是蒲种仅剩的绿肺，蘇丹依德利斯沙林業教育中心（Sultan Idris Shah Forestry Education Center，SISFEC）坐落於此，該所是負責管理該森林保護區所有教育和研究活動的管理中心。它是一个热门登山景点，許多人也在山裏的廢礦湖和河裏進行釣魚等水上活動。
艾依淡森林保護區坐落在雪州八打靈縣八打靈區，北為金鑾城5區（BK5）、東為蒲種市中心、蒲種公主城及蒲種十四碑。該森林保護區面積1182.07公頃，是由UPM管理以及負責。
據該大學學術統計，植物方面，該林生有430種種子植物、33種蕨類植物、127種原木、29種藥用植物，動物方面，該林生長著208種禽類動物、5種靈長類動物、15種蝙蝠、17種小型非飛行類哺乳動物、10種爬蟲類動物、19種青蛙、11種魚類動物，各種生物在林裏造就了一個互補互利的生態系統。
古早時，該林裏還生活著屬於原始馬來人的Temuan原住民族裔，他們的祖先是公元前2000年來自非洲大陸的遷移者，如今生活在雪蘭莪州、馬六甲州、彭亨州、柔佛州麻坡縣和森美蘭州。他們居住於雙溪拉修希里原住民村莊（Kampung Orang Asli Sungai Rassau Hilir）和蒲種修嘉那原住民花園（Taman Orang Asli Saujana Puchong）。據部落傳説該部族在此已經居住了400年，雖然因爲周遭地區迎來了現代化的城市化發展，他們不再生活在山林裏，他們依舊以森林資源為生機，依舊遵行本族的傳統文化習俗。

## 基建

### 商业
在MBA体育场旁边的公主城有一个名为Puteri Mart的干湿巴刹，以及居民可以在附近的城市公园（Town Park）购买杂货。蒲种居民也可以在莲花超市、IOI城市广场（有保龄球馆和大电影院）、英雄超市、永旺、蒲种百利广场和蒲种广场（Plaza Puchong）等购物中心购物。2012年，中国银行在蒲种公主城蒲种金融中心第二塔开设了其在马来西亚的第六间分行。
IOI Boulevard也是蒲种其中一个集零售业和办公室的商业中心。由实达集团建造的一个类似的项目－实达走廊（SetiaWalk）部分已经完成，虽然它从外面看起来很安静，但是当你将车停在地下室时，这是除了步行之外唯一的管道进去建筑物中心的商店购物。实达走廊广场（也称为SetiaWalk Mall）的E座有一个健身房（Celebrity Fitness），一个TGV电影院和一个电影院，附近还有赛百味（Subway）。

#### 购物

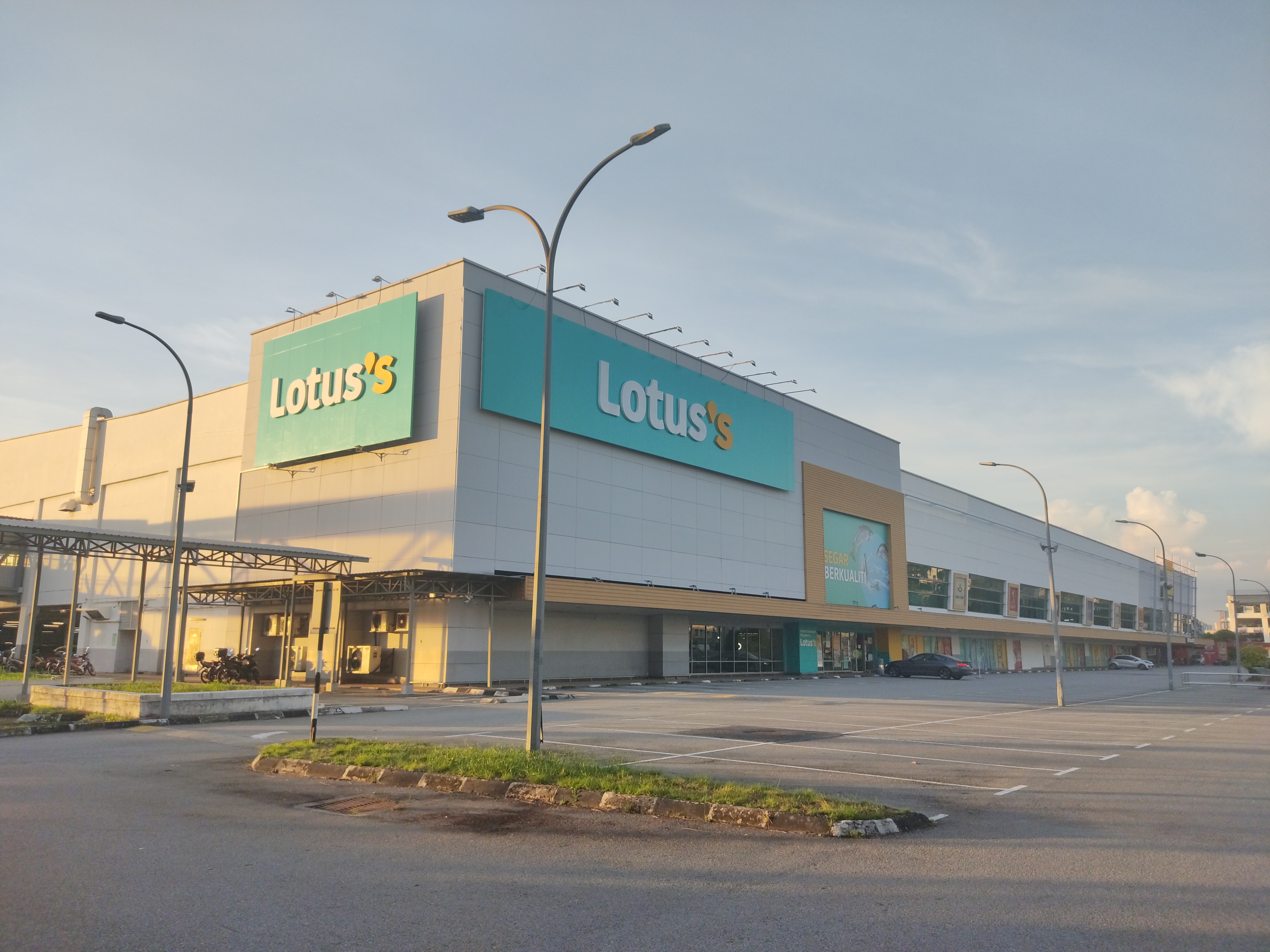
莲花超市蒲种店

公主城英雄超市

- IOI城市广场（英语：IOI City Mall）
- 实达走廊（SetiaWalk）
- The Cube
- 公主城英雄超市（HeroMarket Bandar Puteri Puchong）
- 永旺霸市（AeonBiG Puchong Utama）
- 金銮巨人霸市（Giant Kinrara）
- 莲花超市蒲种店（Lotus's Puchong）
- 莲花超市富吉镇店（Lotus's Bukit Puchong）

### 运动
Rakan Muda 运动中心是一个运动中心，拥有许多运动场地如五人足球场和羽毛球场。

### 保健
蒲种公主城拥有两间私人医院，分别是哥伦比亚亚洲医院和KPMC蒲种专科医院。

## 教育

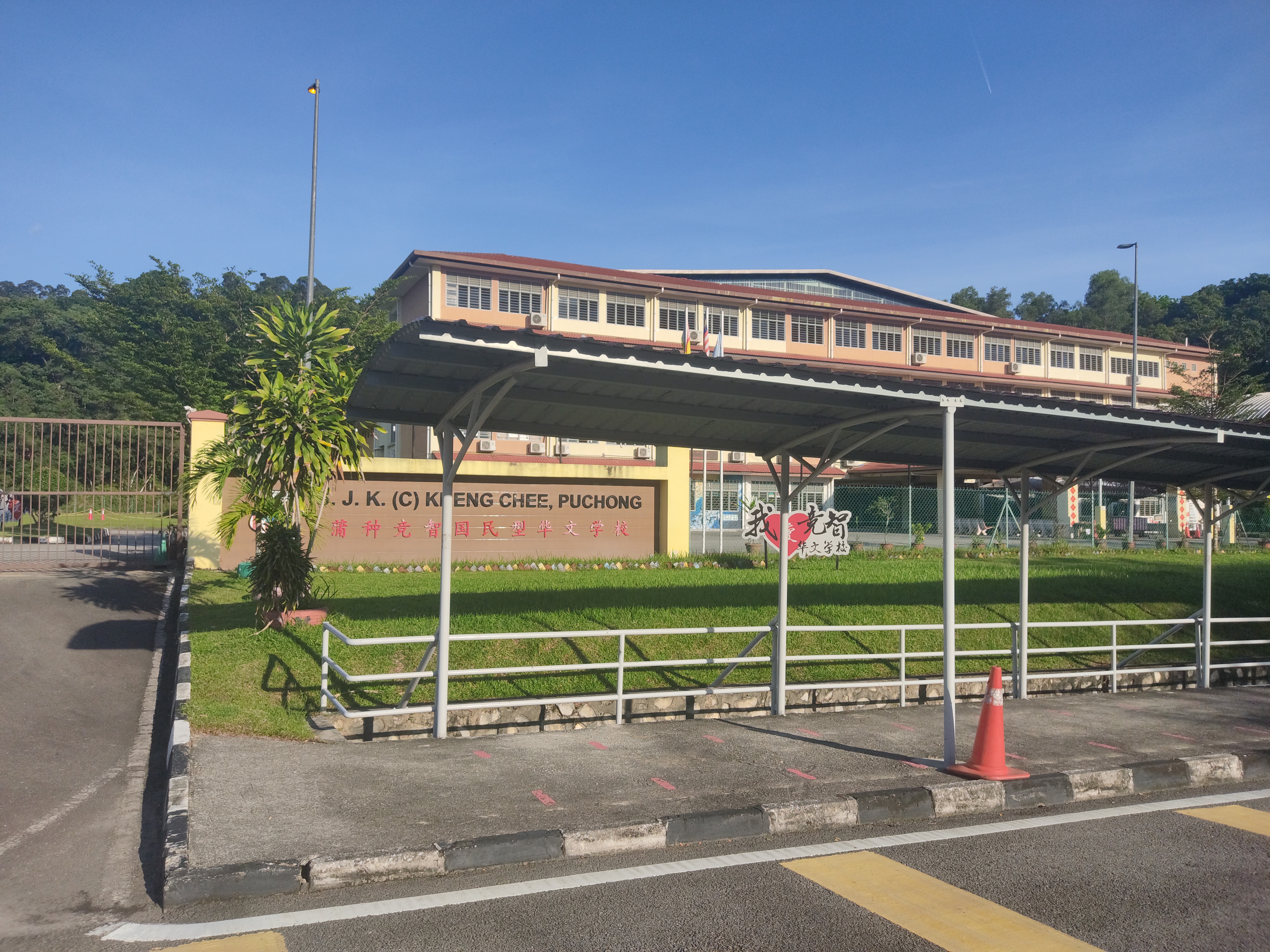
竞智华小

蒲种有很多间中小学，现今蒲种镇内共有六间华文小学。然而这六间小学仍然不能满足当地逐年增加的华裔人口。

### 学校

#### 华文小学
| 中文名                              | 马来文名                   | 坐标                                            |
| ----------------------------------- | -------------------------- | ----------------------------------------------- |
| 汉民华文小学 （页面存档备份，存于） | SJKC Han Ming              | 2°59′49″N 101°37′24″E / 2.996853°N 101.623207°E |
| 蒲种益智华文小学                    | SJKC Yak Chee              | 3°03′19″N 101°38′32″E / 3.05527°N 101.642222°E  |
| 蒲种新民华文小学                    | SJKC Sin Ming              | 2°57′57″N 101°36′51″E / 2.965859°N 101.614096°E |
| 蒲种深静（哈古乐）华文小学          | SJKC Shin Cheng (Harcroft) | 3°02′27″N 101°37′51″E / 3.040799°N 101.630881°E |
| 竞智华文小学                        | SJKC Kheng Chee            | 3°01′19″N 101°37′43″E / 3.021874°N 101.628702°E |
| 培明华文小学                        | SJKC Poi Min               | 3.0404°N 101.6094°E                             |

#### 国民小学
| 中文名                   | 马来文名                    | 坐标                                            |
| ------------------------ | --------------------------- | ----------------------------------------------- |
| 蒲种国民小学             | SK Puchong                  | 2°59′45″N 101°37′28″E / 2.995810°N 101.624366°E |
| 蒲种柏兰岭国民小学       | SK Puchong Perdana          | 3°00′19″N 101°36′06″E / 3.005366°N 101.601537°E |
| 古仔岭国民小学           | SK Bukit Kuchai             | 3°03′20″N 101°38′08″E / 3.055620°N 101.635530°E |
| 蒲种乌达玛国民小学       | SK Puchong Utama            | 2°59′22″N 101°36′40″E / 2.989505°N 101.611115°E |
| 蒲种乌达玛第二国民小学   | SK Puchong Utama 2          | 2°58′54″N 101°36′47″E / 2.981727°N 101.613171°E |
| 蒲种英达国民小学         | SK Puchong Indah            | 3°00′40″N 101°36′24″E / 3.010984°N 101.606537°E |
| 蒲种市中心第一国民小学   | SK Pusat Bandar Puchong 1   | 3°01′40″N 101°37′18″E / 3.027704°N 101.621625°E |
| 蒲种市中心第二国民小学   | SK Pusat Bandar Puchong 2   | 3°01′40″N 101°37′40″E / 3.027664°N 101.627783°E |
| 金銮第一区国民小学       | SK Seksyen 1 Bandar Kinrara | 3°03′10″N 101°38′37″E / 3.052825°N 101.643591°E |
| 金銮第二区国民小学       | SK Seksyen 2 Bandar Kinrara | 3°03′08″N 101°38′09″E / 3.052150°N 101.635790°E |
| 浮罗美兰蒂国民小学       | SK Pulau Meranti            | 2°57′55″N 101°37′33″E / 2.965300°N 101.625702°E |
| 布特拉柏兰岭花园国民小学 | SK Taman Putra Perdana      | 2°56′26″N 101°37′14″E / 2.940430°N 101.620571°E |

#### 淡米尔小学
| 中文名                 | 马来文名         | 坐标                                            |
| ---------------------- | ---------------- | ----------------------------------------------- |
| 蒲种淡米尔小学         | SJKT Puchong     | 3°00′06″N 101°37′17″E / 3.001585°N 101.621452°E |
| 卡斯特菲尔德淡米尔小学 | SJKT Castlefield | 3°01′42″N 101°36′51″E / 3.028290°N 101.614252°E |
| 金銮淡米尔小学         | SJKT Kinrara     | 3°03′25″N 101°38′56″E / 3.056830°N 101.648803°E |

#### 国际学校
- Rafflesia国际学校
- 泰莱国际学校
- British Circle Academy
- Axcel Campus

#### 中学
| 中文名                 | 马来文名                     | 坐标                                            |
| ---------------------- | ---------------------------- | ----------------------------------------------- |
| 蒲种乌达玛第一国民中学 | SMK Puchong Utama 1          | 2°59′02″N 101°36′38″E / 2.983780°N 101.610513°E |
| 蒲种柏兰岭国民中学     | SMK Puchong Perdana          | 3°00′19″N 101°36′01″E / 3.005233°N 101.600198°E |
| 蒲种国民中学           | SMK Puchong                  | 3°00′03″N 101°37′18″E / 3.000782°N 101.621562°E |
| 蒲种柏迈国民中学       | SMK Puchong Permai           | 2°59′44″N 101°35′46″E / 2.995422°N 101.596023°E |
| 蒲种再也A国民中学      | SMK Bandar Puchong Jaya A    | 3°03′51″N 101°37′22″E / 3.064115°N 101.622861°E |
| 蒲种再也B国民中学      | SMK Bandar Puchong Jaya B    | 3°02′38″N 101°37′34″E / 3.043782°N 101.626088°E |
| 蒲种市中心國中一校     | SMK Pusat Bandar Puchong 1   | 3°01′42″N 101°37′21″E / 3.028238°N 101.622504°E |
| 金銮第一区国民中学     | SMK Seksyen 1 Bandar Kinrara | 3°03′04″N 101°38′36″E / 3.051050°N 101.643210°E |
| 金銮第三区国民中学     | SMK Seksyen 3 Bandar Kinrara | 3°02′19″N 101°38′30″E / 3.038578°N 101.641674°E |
| 金銮第四区国民中学     | SMK Seksyen 4 Bandar Kinrara | 3°02′44″N 101°38′49″E / 3.045510°N 101.646910°E |

### 高等学府
- RIMA国际学院 （页面存档备份，存于）
- 百纳利大学学院（Binary University College） （页面存档备份，存于）
- Putra Intelek国际学院 （页面存档备份，存于）
- Kolej Tingkatan Enam Puchong

## 交通

### 高速公路
蒲种的主要高速公路为白蒲大道，将蒲种衔接至甲洞。另一个高速公路为莎阿南大道，可前往巴生港和吉隆坡大城堡。
联邦217号公路是一个替代免费路线，其尾端靠近武吉加里尔。从灵市或旧巴生路前往蒲种可使用B11蒲种路（雪州公路）。

### 巴士
蒲种有前往吉隆坡、梳邦再也、八打灵再也、布城和赛城的巴士服务。吉隆坡快捷通巴士及Causeway Link两家业者设有前往巴生谷各地的路线。

### 轻快铁
44 大城堡线延长线工程在蒲种选区范围内启用的车站共有8站。粗体为提供停车转乘服务。
| 车站编号  | 车站名称    | 车站名称                    | 车站名称 |
| 车站编号  | 中文        | 馬來文                      |          |
| --------- | ----------- | --------------------------- | -------- |
| SP22      | 金鑾第五區  | Kinrara BK5                 |          |
| SP24      | IOI蒲种再也 | IOI Puchong Jaya            |          |
| SP25      | 蒲種市中心  | Pusat Bandar Puchong        |          |
| SP26      | 蒲種工業区  | Taman Perindustrian Puchong |          |
| SP27      | 公主城      | Bandar Puteri               |          |
| SP28      | 蒲種柏蘭嶺  | Puchong Perdana             |          |
| SP29      | 蒲種柏麗瑪  | Puchong Prima               |          |
| SP31 KJ37 | 布特拉高原  | Putra Heights               |          |

 SP31  KJ37 布特拉高原站也是44 大城堡线和55 格拉那再也綫之间继占美清真寺站的第二个转换站。这使得蒲种居民能够避免交通拥堵，搭乘轻快铁前往吉隆坡、八打灵再也、安邦、旺沙玛朱和鹅唛等地。

## 政治
蒲种属于蒲种国会议席，该议席在马来西亚下议院的代表为来自希望联盟民主行动党的杨美盈，他也是前能源、科学、科技、气候变化及环境部部长。
同时，蒲种国席下共有两个州议席，分别是金銮(Kinara) ，斯里沙登（Seri Serdang）及史里肯邦安（Seri Kembangan) 州议席。金銮州议席在雪兰莪州议会的代表为来自希望联盟民主行动党的黄思汉。而斯里沙登州议席在雪兰莪州议会的代表则为来自希望联盟国家诚信党的茜蒂玛利亚，皆是雪兰莪州行政议员。斯里肯邦安的州代表是民主行动党的欧阳捍华。而蒲种南部一部分的地方属于雪邦国会议席和龙溪（Dengkil）州议席。